# Stationsklok

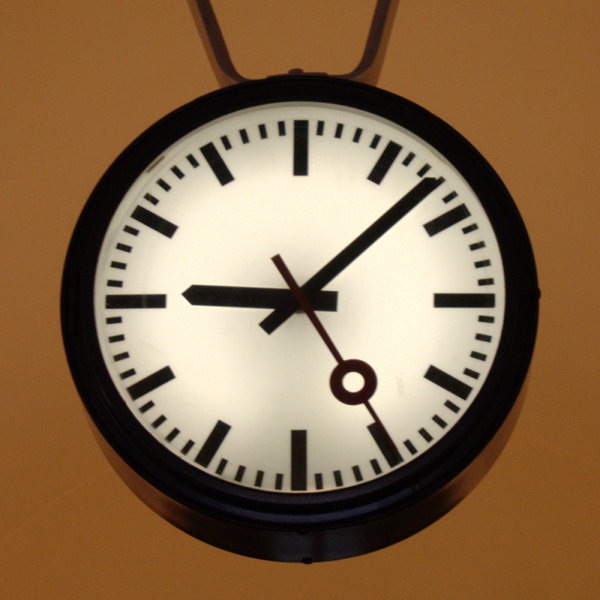
Nederlandse stationsklok

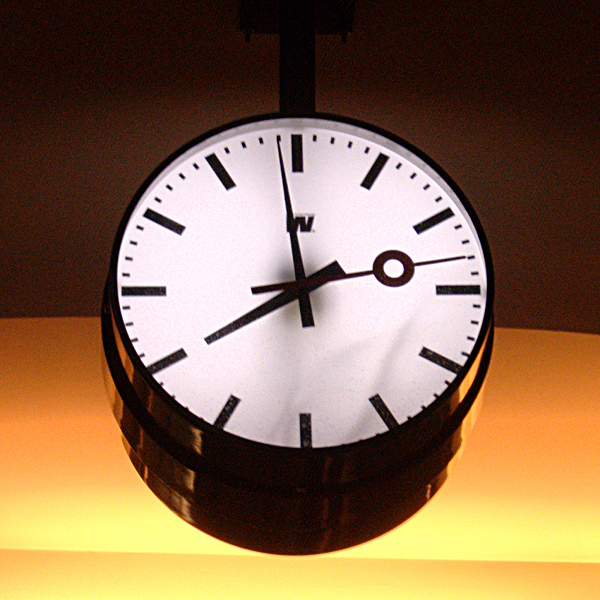
Belgische stationsklok

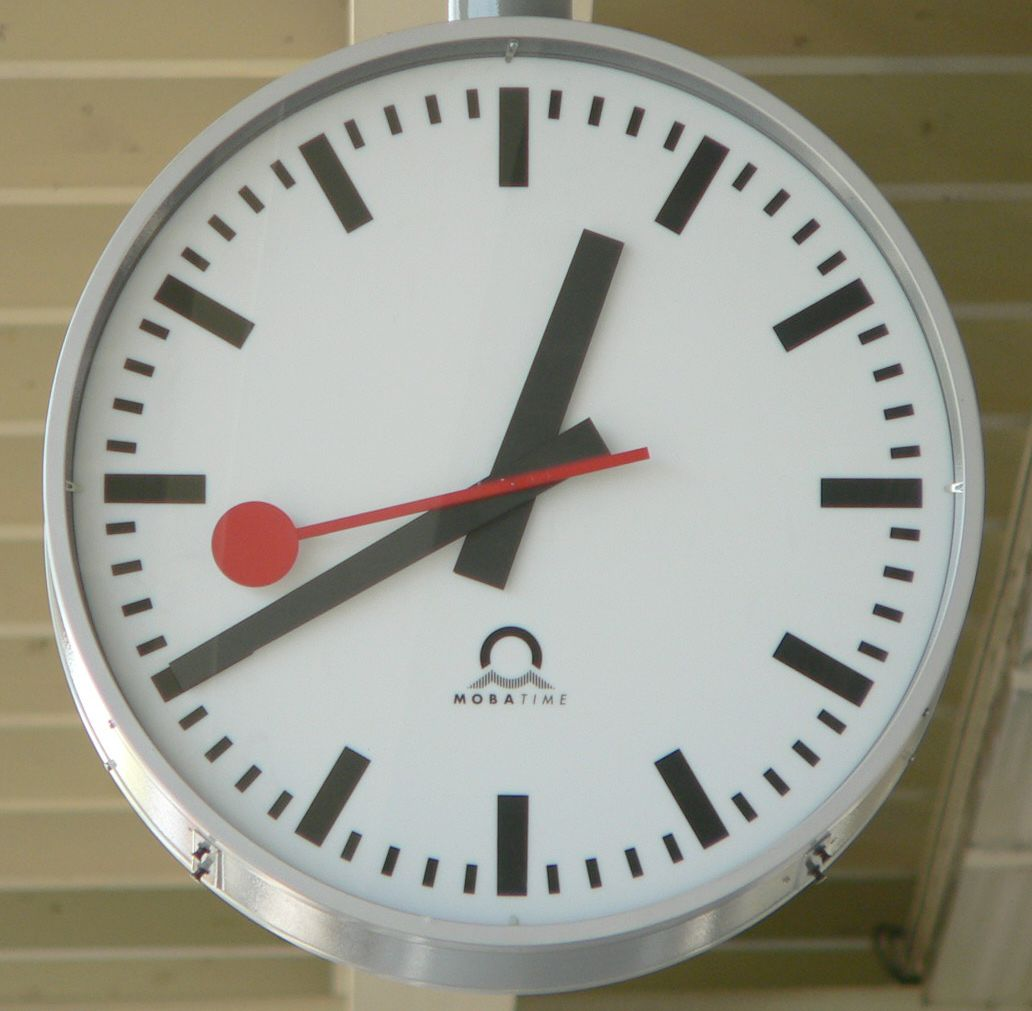
Zwitserse stationsklok

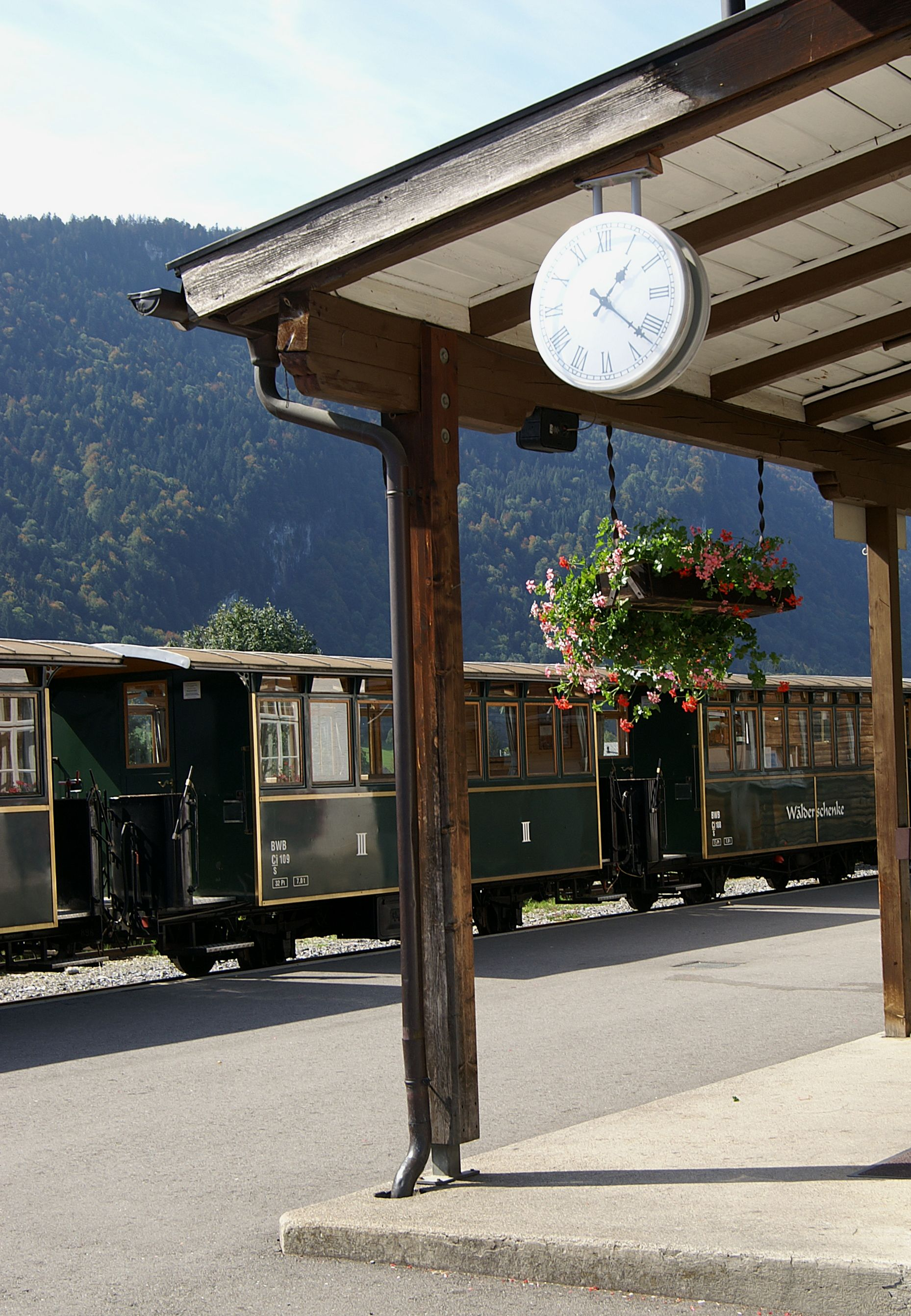
Oostenrijkse stationsklok

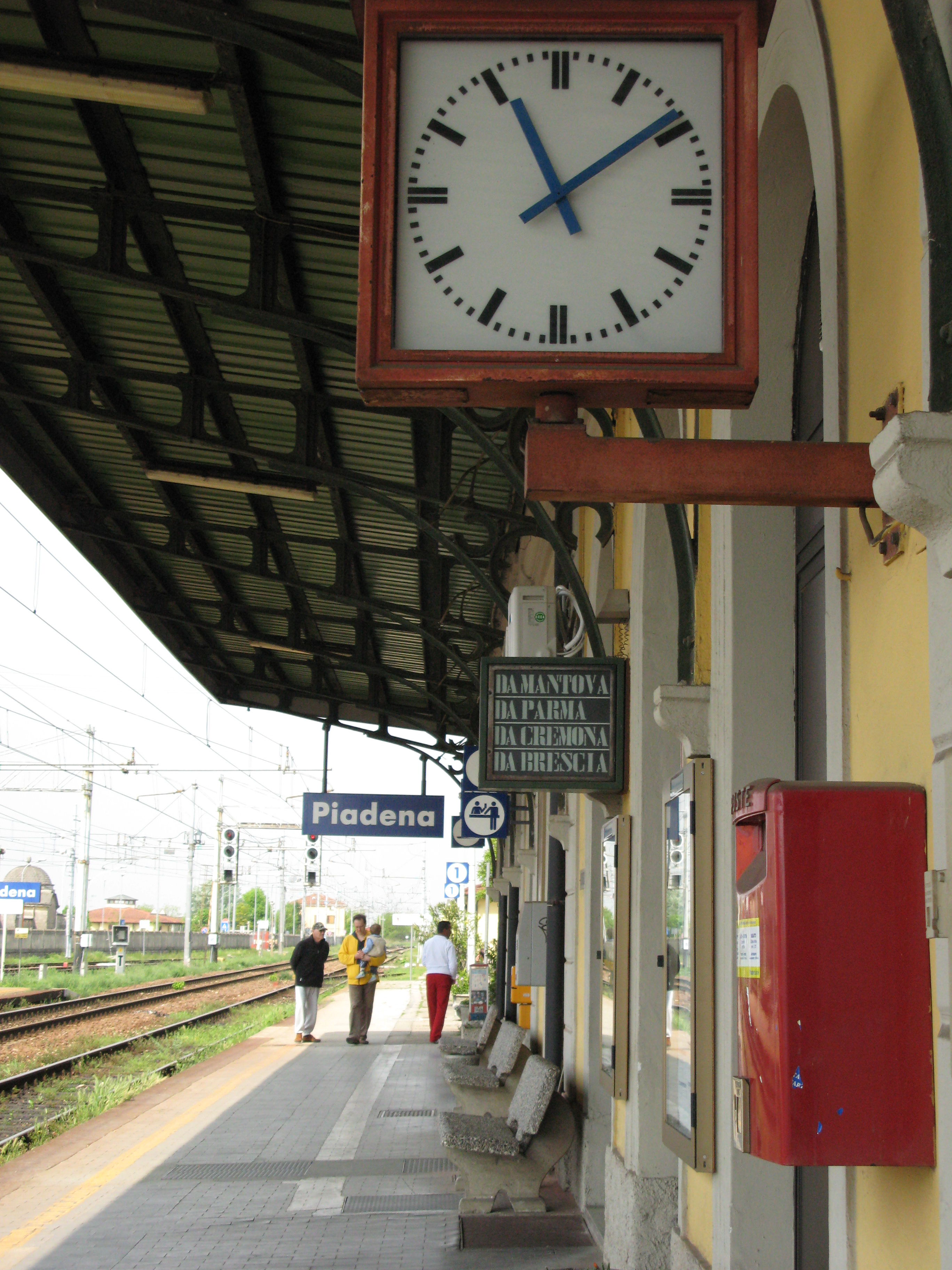
Italiaanse stationsklok

Een stationsklok is een klok zoals aanwezig in de hallen en op de perrons van de stations, vaak samen met de centraal bediende treinaanwijzer.

## Centrale aansturing

### Geschiedenis
In Nederland waren alle stationsklokken aangesloten op een netwerk met een centrale moederklok van het horlogemerk Patek Philippe zodat ze altijd de juiste tijd aangaven.
Deze moederklok ontving het DCF77-signaal uit Duitsland en corrigeerde het eigen interne kloksignaal hiermee.
Deze moederklokken bevonden zich op grote stations zoals Amersfoort, Amsterdam, Arnhem, Groningen, Haarlem, Utrecht, Eindhoven, Venlo, Maastricht, Rotterdam, Den Haag en Zwolle.
Die van Utrecht Centraal is momenteel nog lokaal in gebruik.
Aan deze moederklokken zaten weer dochteruurwerken die in groepen werden ingedeeld.
Vanaf deze groepen gingen de impulsen naar de perrons en naar andere stations in de buurt.
De reden daarvan was dat bij een storing niet een heel station en naastliggende stations zonder juiste tijd zaten.
Er was dan ook de mogelijkheid om per groep een zekering te vervangen en bij te pulsen (extra pulsen toevoegen) om de klokken weer op tijd te zetten.
Bij verder gelegen stations werd de pulsspanning in een toonfrequent signaal omgezet, 1260 Hz voor de positieve puls, 1020 Hz in rust en 780 Hz voor de negatieve puls en weer teruggezet in een onderpost in een pulsspanning.

### Heden
Op dit moment is er bijna op elk station een moederklok aanwezig van het type Boline van Bosch. Deze ontvangt het DCF77-signaal en zet het om in impulsen. Er zijn 1850 klokken die gekoppeld zijn aan reisinformatieschermen en 1640 vrijstaande klokken.
Bij kortsluiting springt een automatische zekering. Deze kan eenvoudig gereset worden, waarna de moederklok automatisch de klokken weer op tijd zet.
Het principe van de stationsklok is dat per minuut de 24 volt wisselt, de even minuut positief, de oneven minuut negatief.
De moederklok geeft elke minuut een 24 volt puls neg/pos om de minuutwijzer van de aangesloten klokken een stap verder te laten springen. De uurwijzer wordt, net als in een gewone klok, via tandwielen aangedreven door de minuutwijzer. De toonfrequente verbindingen zijn grotendeels verdwenen.
Klokken in kantoren en ruimtes van NS zijn ook aangesloten op het systeem. Een secondewijzer is hier niet nodig.
Op het perron is een secondewijzer wél nodig voor zowel reizigers als conducteurs. 

### Toekomst
Ook de bovenstaande methode zal in de komende jaren weer verdwijnen, de klokken zullen dan elk een eigen DCF-ontvanger bevatten, een voorbeeld hiervan vind je op het nieuwe station in Houten.
In Noord-Holland is grotendeels het Info Plus-project uitgerold, waarbij de oude cta-bakken zijn vervangen door moderne digitale schermen, waarbij een klok is geïntegreerd, deze wordt gesynchroniseerd met de computerklok.
Deze wordt op zijn beurt weer gesynchroniseerd door een atoomklok.
De overige "stand-alone-klokken" die elke minuut een puls ontvangen, zoals eerder beschreven, zullen geleidelijk allemaal vervangen worden door nieuwe klokken in de diameters van 600 mm, 800 mm en 1000 mm. De klokken zullen aangestuurd en gesynchroniseerd worden middels een LAN- en/of GSM-Rail-verbinding. In het geval van een storing kunnen deze klokken een melding afgeven op basis van SNMP. De uurwerken die hiervoor gebruikt zullen worden, zien er hetzelfde uit als de uurwerken van InfoPlus, maar dan met een ethernet-aansluiting.

## Werking van de secondewijzer
De stationsklok is voorzien van een secondewijzer. Deze wordt niet centraal gestuurd maar loopt zelfstandig. Het motortje daarvoor wordt gevoed door de 230-voltvoeding die ook wordt gebruikt voor de klokverlichting.
Om zeker te weten dat de secondewijzer op tijd bovenaan komt is hij iets te snel afgesteld. De secondewijzer maakt een hele omwenteling in ongeveer 58 seconden. Daarna blijft hij stilstaan doordat een palletje de beweging blokkeert tot de externe impuls de klok een minuut verder doet springen.
Uit het bovenstaande blijkt dat de klok vlak voor een hele minuut 1 of 2 seconden voor staat.  Deze afwijking is te gering om van belang te zijn.
Het komt ook regelmatig voor dat door slijtage van het uurwerk het palletje blijft hangen en de secondewijzer dus stil blijft staan.
Deze methode is door de Zwitserse ingenieur en ontwerper Hans Hilfiker uitgevonden en werd in 1944 in Zwitserland ingevoerd.
Na de Tweede Wereldoorlog werd het systeem in een aantal andere West-Europese landen overgenomen (onder meer België, Duitsland, Nederland, Oostenrijk, Zweden), vaak met kleine aanpassingen in de vormgeving.

## Zomer- en wintertijd
Als in de zomer- en de wintertijd de tijd een uur vooruit of achteruit gaat, gebeurt dat ook bij de stationsklokken. Ook dit wordt centraal gestuurd.
In het geval van de zomertijd zal de klok om 2.00 uur gedurende 12 minuten 59 extra pulsen krijgen om de minutenwijzer (en de erbij aangesloten uurwijzer) een uur rond te laten gaan. Vroeger kreeg de stationsklok elke halve minuut een puls, waarmee in een halfuur de tijd een uur was verstreken.
Omdat de klokken niet achteruit kunnen, wordt bij het ingaan van de wintertijd de klok 23 uur vooruit gezet.

## Afbeeldingen

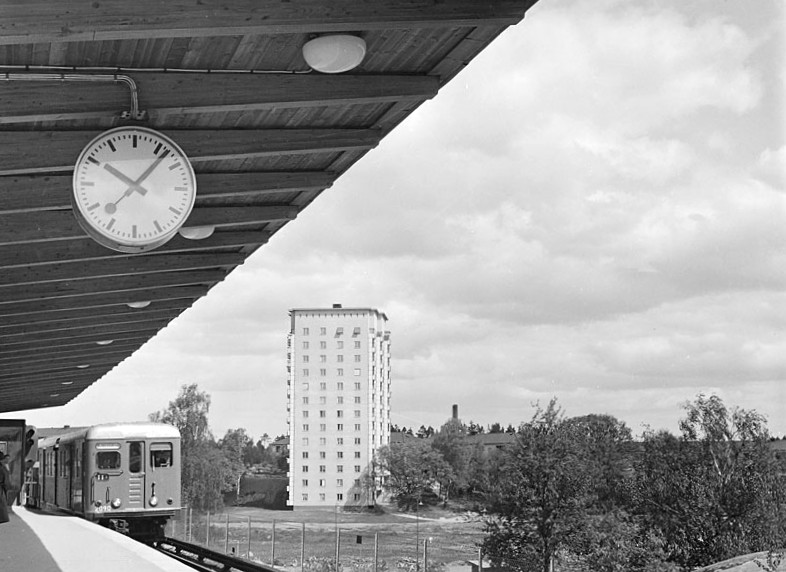
Stationsklok in Zweden, 1955
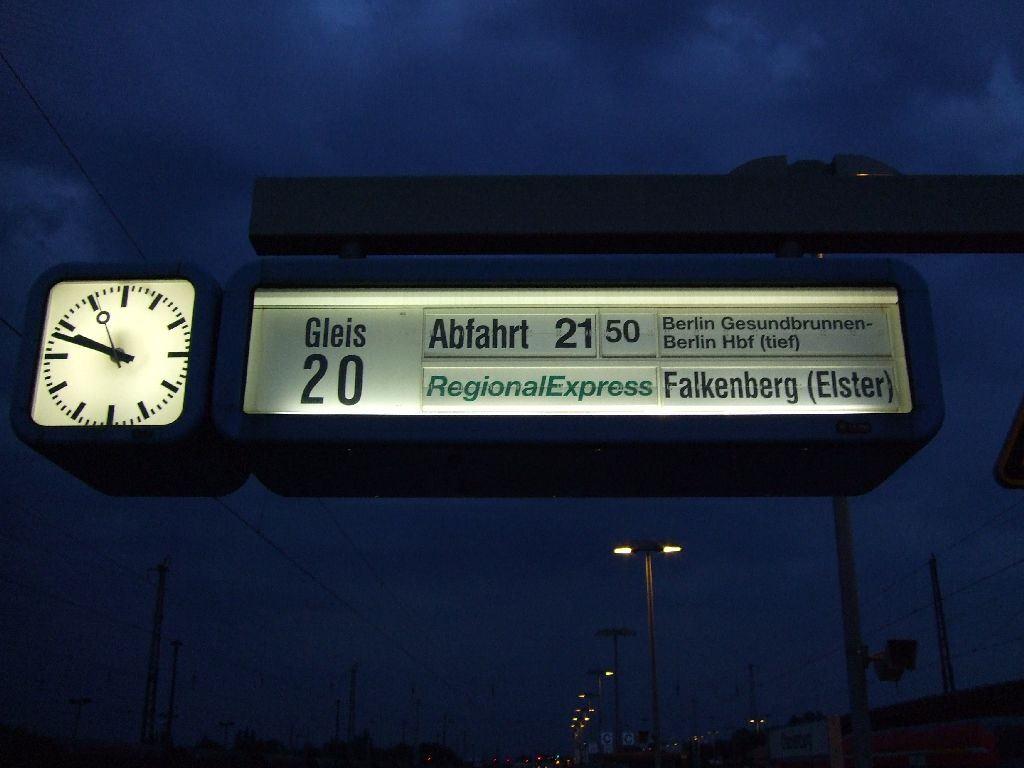
Stationsklok in Duitsland
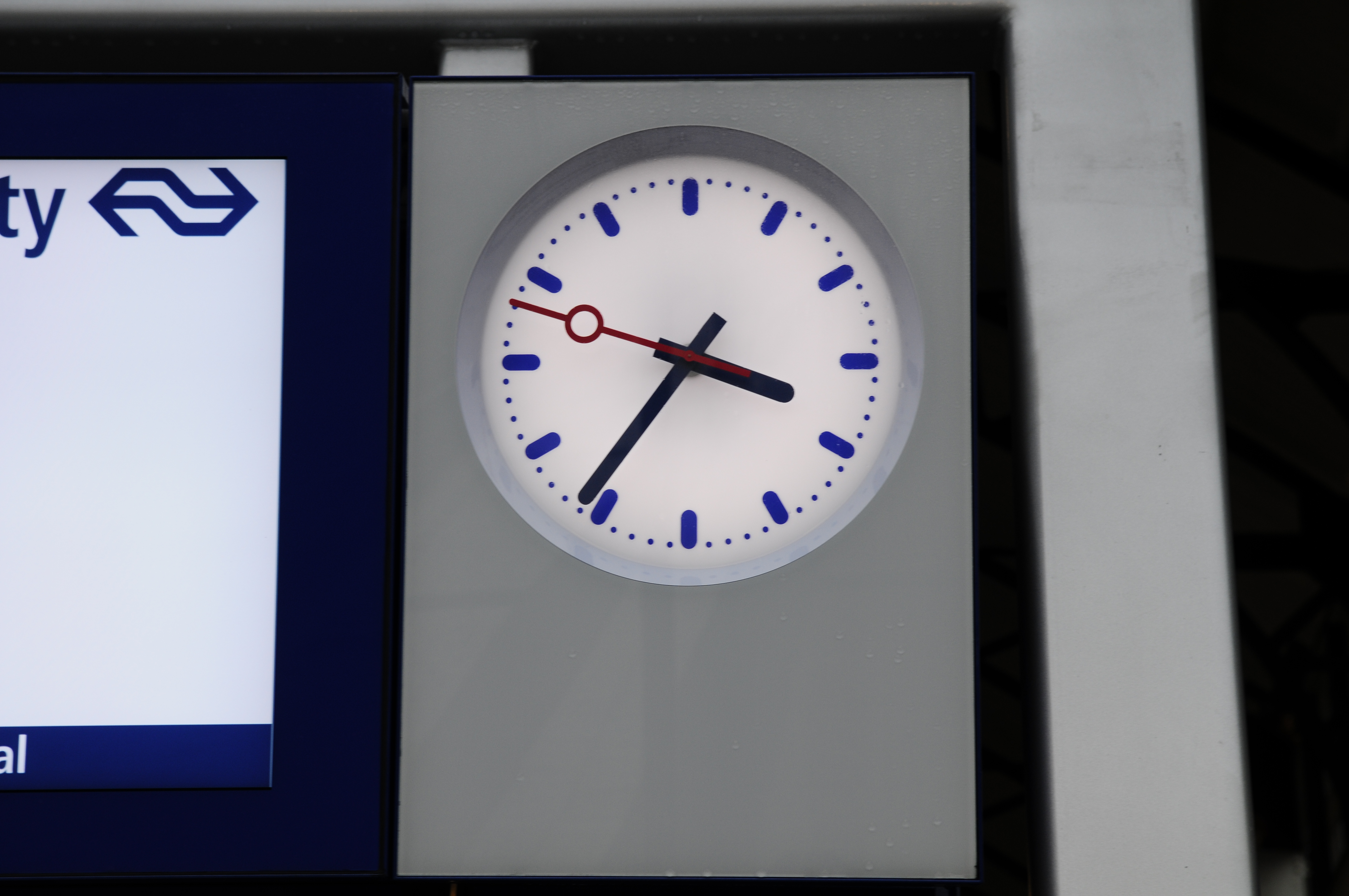
InfoPlus-stationsklok in Nederland
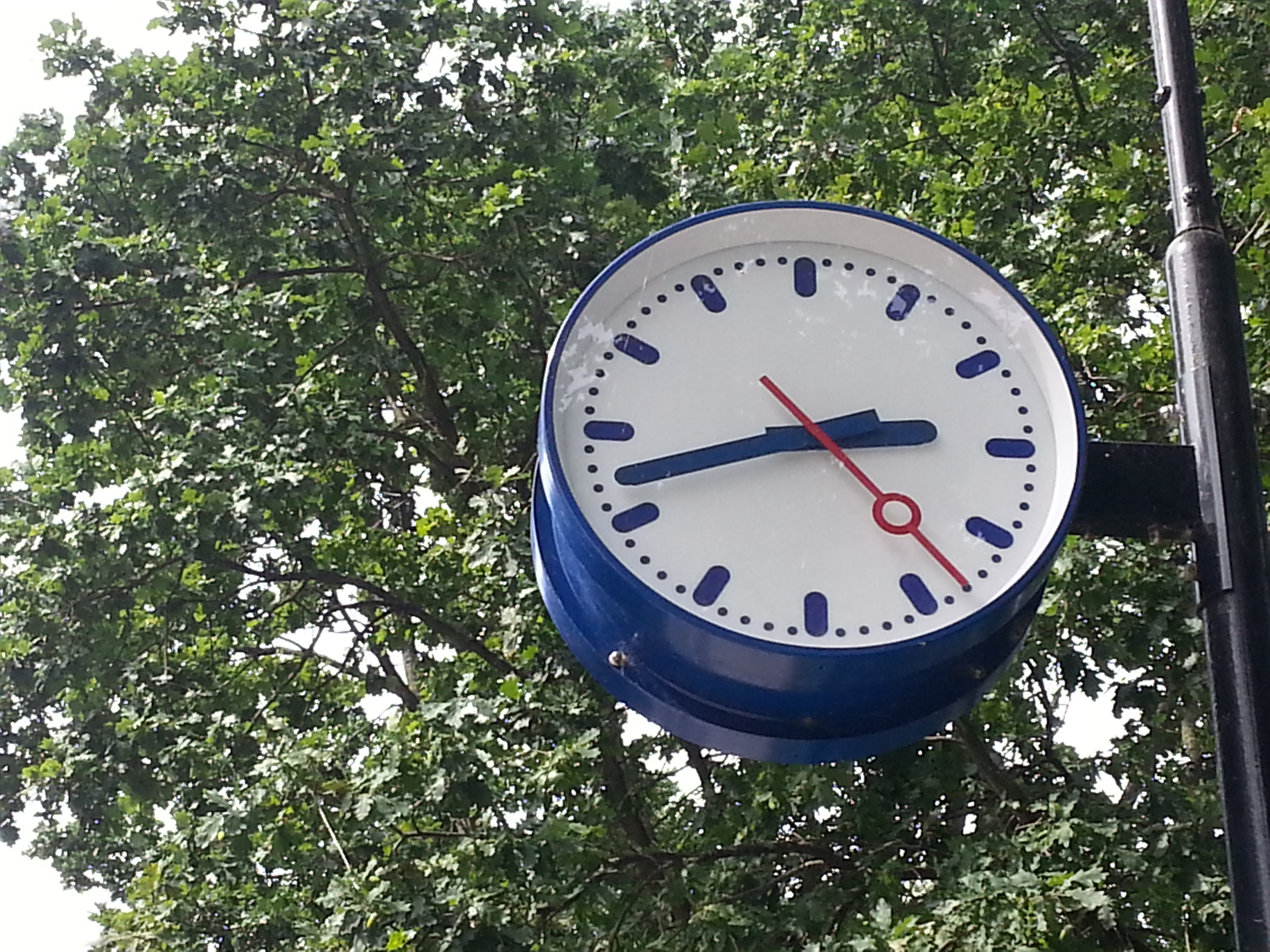
Het nieuwste type (standalone) stationsklok op Station Leiden Lammenschans.
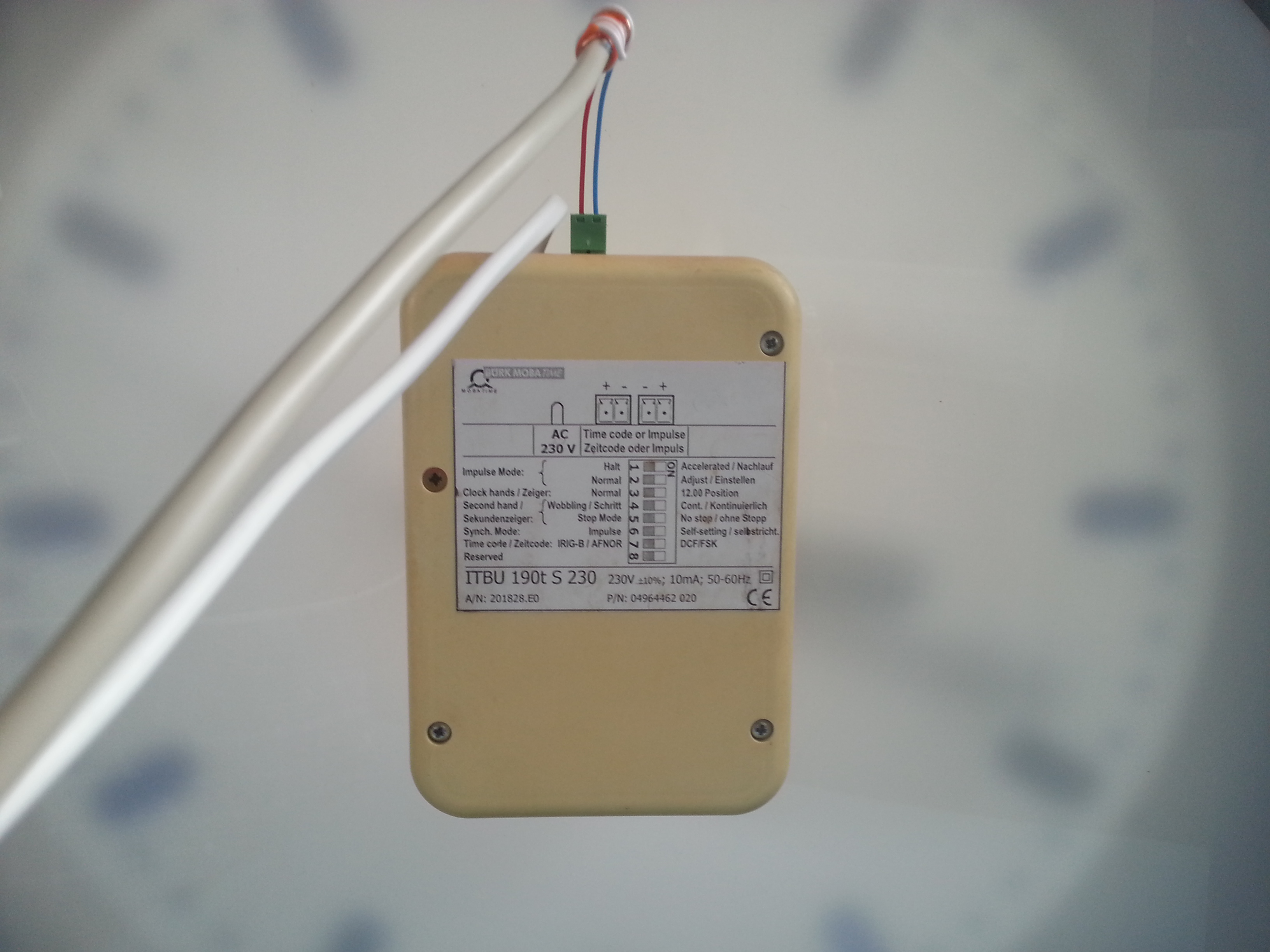
InfoPlus-uurwerk. Door middel van een DIP-switch, geschikt voor meerdere aansturingen.